# 어부의 요새

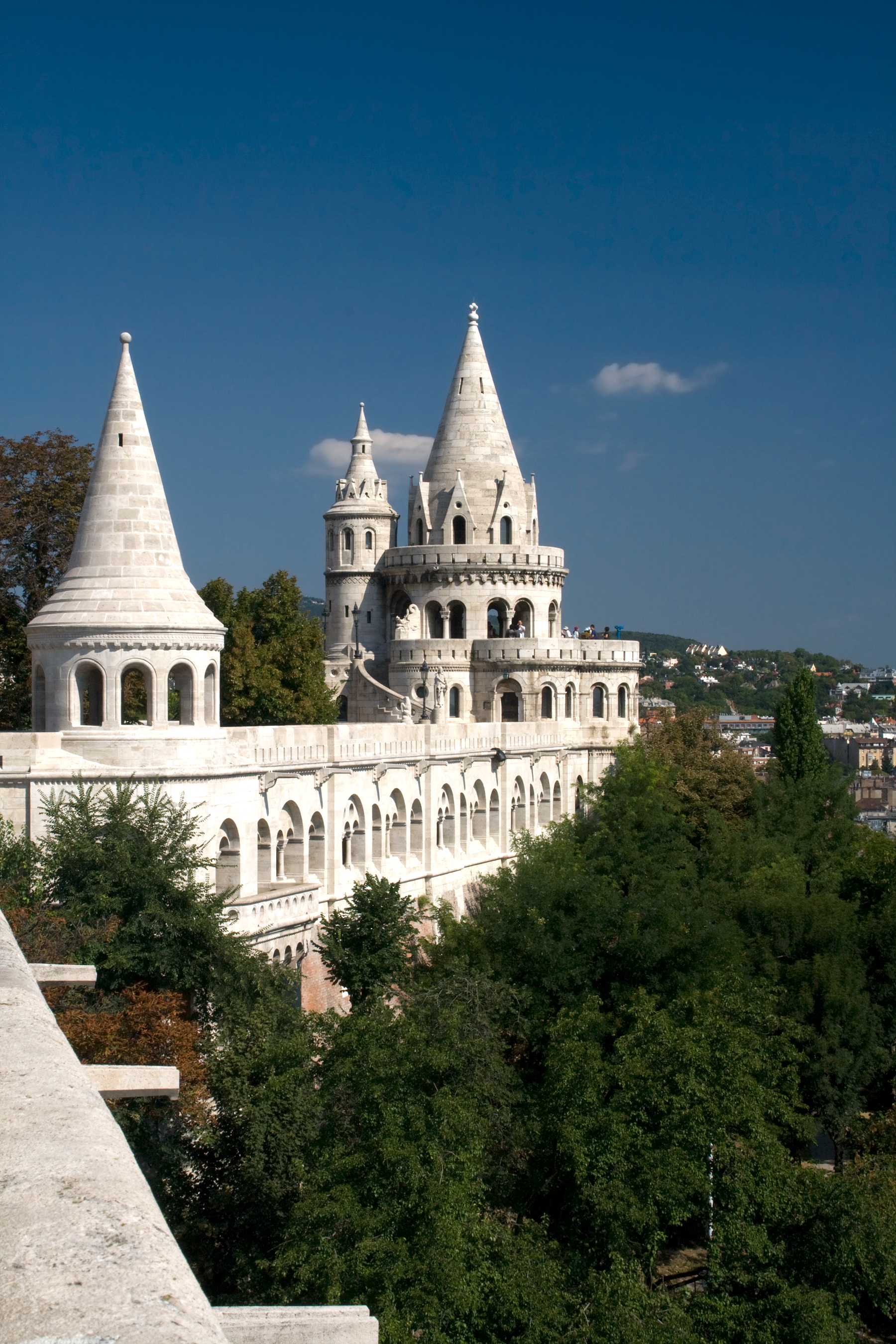
어부의 요새

어부의 요새(헝가리어: Halászbástya, 영어: Fisherman's Bastion)는 헝가리 부다페스트 마차시 성당 옆에 있는 네오 고딕 네오 로마네스크 스타일의 테라스이다.
19세기 헝가리 전쟁 당시 어부들로 이루어진 시민군이 요새를 방어해 어부 요새(fisher's fort) 라 명명되었다.

## 개요
부다의 구릉 뒤에 위치한 신 로마네스크 양식의 성이다. 뾰족한 고깔 모양의 일곱 개의 탑이 마치 동화 속의 성을 연상케 한다. 일곱 개의 탑은 수천년 전 나라를 세운 일곱 개의 마자르 족을 상징한다. 어부의 성채란 이름의 유래는 두 가지인데, 하나는 지역방위를 위하여 18세기에 어부들이 축조하여 놓았기 때문이라는 것이고, 다른 하나는 옛날에 어시장이 있던 장소 때문이라는 설이다. 이곳에서는 도나우 강변의 아름다운 도시 전경이 한눈에 들어온다.